# Paulhac (Haute-Garonne)
Pour les articles homonymes, voir Paulhac.
Paulhac (prononcé [po.jak]) est une commune française située dans le nord-est du département de la Haute-Garonne, en région Occitanie.
Sur le plan historique et culturel, la commune est dans le Frontonnais, un pays entre Garonne et Tarn constitué d'une succession de terrasses caillouteuses qui ont donné naissance à de riches terroirs, réputés pour leus vins et leurs fruits. Exposée à un climat océanique altéré, elle est drainée par le ruisseau de Palmola, le ruisseau de Gaujac, le ruisseau de Rieu Tort et par divers autres petits cours d'eau. La commune possède un patrimoine naturel remarquable composé d'une zone naturelle d'intérêt écologique, faunistique et floristique.
Paulhac est une commune rurale qui compte 1 250 habitants en 2022, après avoir connu une forte hausse de la population depuis 1962. Elle fait partie de l'aire d'attraction de Toulouse. Ses habitants sont appelés les Paulhacois ou Paulhacoises.

## Géographie

### Localisation
La commune de Paulhac se trouve dans le département de la Haute-Garonne, en région Occitanie.
Sur le plan historique et culturel, Paulhac fait partie du Frontonnais, un pays entre Garonne et Tarn constitué d'une succession de terrasses caillouteuses qui ont donné naissance à de riches terroirs, réputés pour leus vins et leurs fruits.
Elle se situe à 19 km à vol d'oiseau de Toulouse, préfecture du département, et à 9 km de Pechbonnieu, bureau centralisateur du canton de Pechbonnieu dont dépend la commune depuis 2015 pour les élections départementales.
La commune fait en outre partie du bassin de vie de Montastruc-la-Conseillère.
Les communes les plus proches sont :
Montjoire (2,4 km), Gémil (3,6 km), Bazus (3,8 km), Montastruc-la-Conseillère (5,1 km), Villariès (5,2 km), Garidech (5,3 km), La Magdelaine-sur-Tarn (6,4 km), Bessières (6,4 km).
Paulhac est limitrophe de sept autres communes.
|           | Bessières            | Buzet-sur-Tarn            |
| Montjoire | Paulhac              | Gémil                     |
| Bazus     | Garidech (sur 100 m) | Montastruc-la-Conseillère |

### Géologie et relief
La superficie de la commune est de 1 403 hectares ; son altitude varie de 110  à   225 mètres.

### Hydrographie

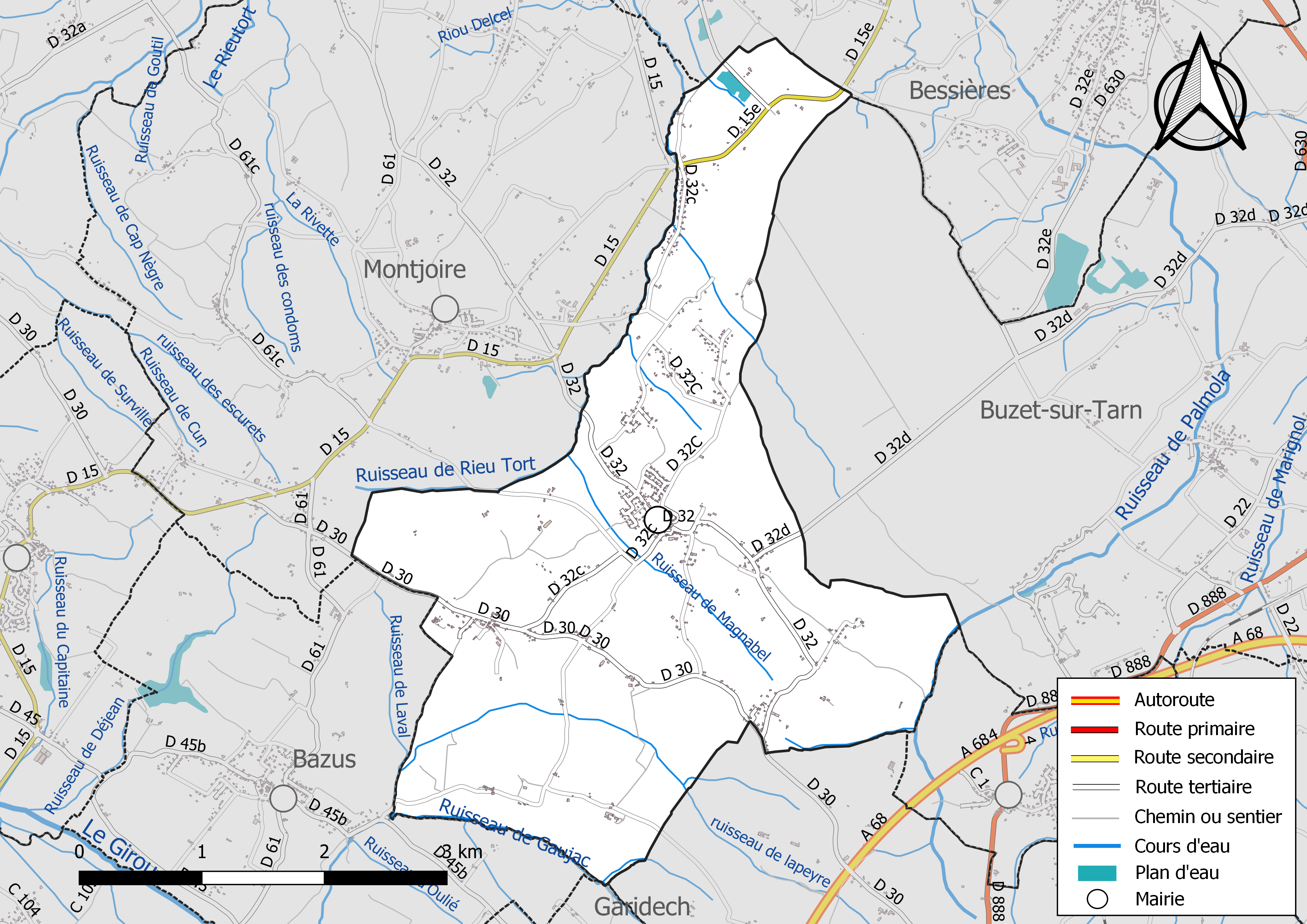
Réseaux hydrographique et routier de Paulhac.

La commune est dans le bassin de la Garonne, au sein du bassin hydrographique Adour-Garonne. Elle est drainée par le ruisseau de Palmola, le ruisseau de Gaujac, le ruisseau de Rieu Tort, le ruisseau de lapeyre, le ruisseau de la Tuilerie, le ruisseau de Magnabel, le ruisseau d'en Bosc, le ruisseau d'en Coutelle, le ruisseau d'en Grillat et par divers petits cours d'eau, constituant un réseau hydrographique de 13 km de longueur totale,.
Le ruisseau de Palmola, d'une longueur totale de 12,8 km, prend sa source dans la commune de Montastruc-la-Conseillère et s'écoule vers le nord. Il traverse la commune et se jette dans le Tarn à Mirepoix-sur-Tarn, après avoir traversé 6 communes.

### Climat
Pour des articles plus généraux, voir Climat de l'Occitanie et Climat de la Haute-Garonne.
En 2010, le climat de la commune est de type climat du Bassin du Sud-Ouest, selon une étude s'appuyant sur une série de données couvrant la période 1971-2000. En 2020, Météo-France publie une typologie des climats de la France métropolitaine dans laquelle la commune est exposée à un climat océanique altéré et est dans la région climatique Aquitaine, Gascogne, caractérisée par une pluviométrie abondante au printemps, modérée en automne, un faible ensoleillement au printemps, un été chaud (19,5 °C), des vents faibles, des brouillards fréquents en automne et en hiver et des orages fréquents en été (15 à 20 jours).
Pour la période 1971-2000, la température annuelle moyenne est de 13,3 °C, avec une amplitude thermique annuelle de 15,6 °C. Le cumul annuel moyen de précipitations est de 743 mm, avec 9,5 jours de précipitations en janvier et 5,9 jours en juillet. Pour la période 1991-2020, la température moyenne annuelle observée sur la station météorologique la plus proche, située sur la commune de Blagnac à 19 km à vol d'oiseau, est de 14,2 °C et le cumul annuel moyen de précipitations est de 627,0 mm,. Pour l'avenir, les paramètres climatiques de la commune estimés pour 2050 selon différents scénarios d'émission de gaz à effet de serre sont consultables sur un site dédié publié par Météo-France en novembre 2022.

### Milieux naturels et biodiversité

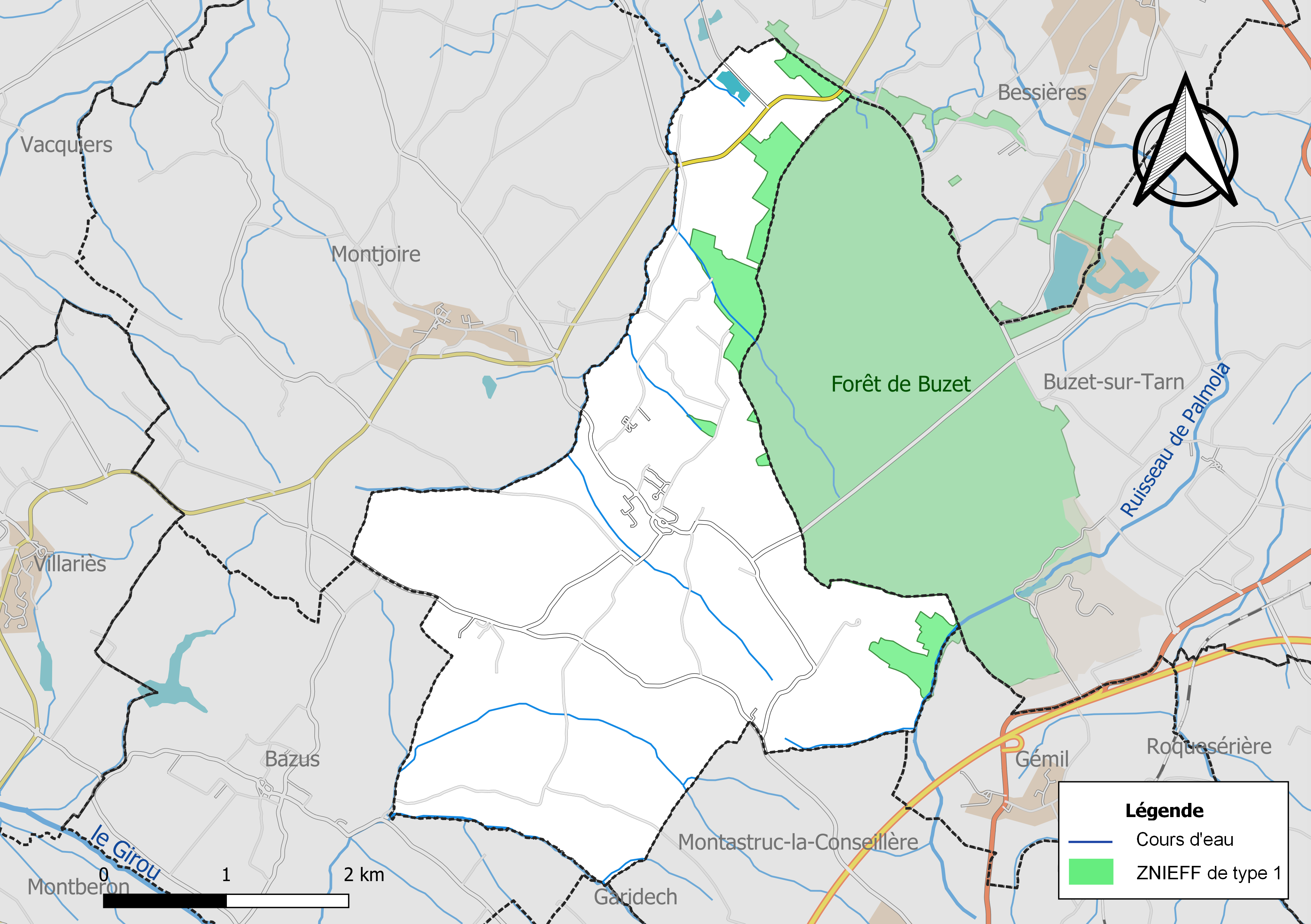
Carte de la ZNIEFF de type 1 localisée sur la commune.

L’inventaire des zones naturelles d'intérêt écologique, faunistique et floristique (ZNIEFF) a pour objectif de réaliser une couverture des zones les plus intéressantes sur le plan écologique, essentiellement dans la perspective d’améliorer la connaissance du patrimoine naturel national et de fournir aux différents décideurs un outil d’aide à la prise en compte de l’environnement dans l’aménagement du territoire.
Une ZNIEFF de type 1 est recensée sur la commune :
la « forêt de Buzet » (921 ha), couvrant 4 communes du département.

## Urbanisme

### Typologie
Au 1er janvier 2024, Paulhac est catégorisée commune rurale à habitat dispersé, selon la nouvelle grille communale de densité à sept niveaux définie par l'Insee en 2022.
Elle est située hors unité urbaine. Par ailleurs la commune fait partie de l'aire d'attraction de Toulouse, dont elle est une commune de la couronne,. Cette aire, qui regroupe 527 communes, est catégorisée dans les aires de 700 000 habitants ou plus (hors Paris),.

### Occupation des sols

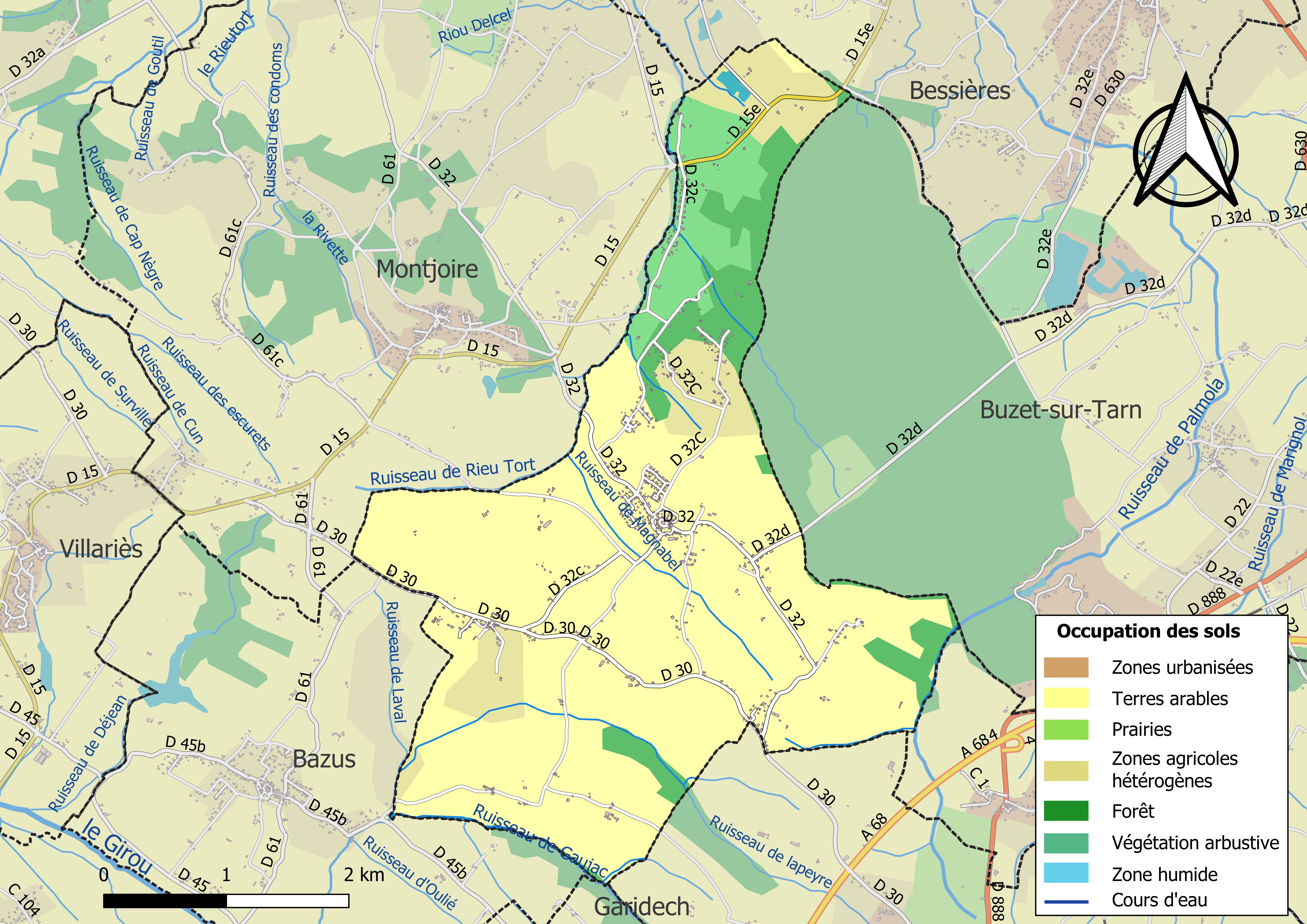
Carte des infrastructures et de l'occupation des sols de la commune en 2018 (CLC).

L'occupation des sols de la commune, telle qu'elle ressort de la base de données européenne d’occupation biophysique des sols Corine Land Cover (CLC), est marquée par l'importance des territoires agricoles (81,2 % en 2018), en diminution par rapport à 1990 (83,3 %). La répartition détaillée en 2018 est la suivante :
terres arables (70,8 %), zones agricoles hétérogènes (10,4 %), forêts (8,9 %), milieux à végétation arbustive et/ou herbacée (7,6 %), zones urbanisées (2,4 %). L'évolution de l’occupation des sols de la commune et de ses infrastructures peut être observée sur les différentes représentations cartographiques du territoire : la carte de Cassini (XVIIIe siècle), la carte d'état-major (1820-1866) et les cartes ou photos aériennes de l'IGN pour la période actuelle (1950 à aujourd'hui).

### Voies de communication et transports
La ligne 353 du réseau Arc-en-Ciel relie le centre de la commune à la station Balma - Gramont du métro de Toulouse depuis Bessières et la ligne 354 relie le centre de la commune à la gare routière de Toulouse ou à la station Borderouge depuis Buzet-sur-Tarn.

### Risques majeurs
Le territoire de la commune de Paulhac est vulnérable à différents aléas naturels : météorologiques (tempête, orage, neige, grand froid, canicule ou sécheresse), feux de forêts et séisme (sismicité très faible). Un site publié par le BRGM permet d'évaluer simplement et rapidement les risques d'un bien localisé soit par son adresse soit par le numéro de sa parcelle.
Un plan départemental de protection des forêts contre les incendies a été approuvé par arrêté préfectoral du 25 septembre 2006. Paulhac est exposée au risque de feu de forêt du fait de la présence sur son territoire du massif de Buzet. Il est ainsi défendu aux propriétaires de la commune et à leurs ayants droit de porter ou d’allumer du feu dans l'intérieur et à une distance de 200 mètres des bois, forêts, plantations, reboisements ainsi que des landes. L’écobuage est également interdit, ainsi que les feux de type méchouis et barbecues, à l’exception de ceux prévus dans des installations fixes (non situées sous couvert d'arbres) constituant une dépendance d'habitation,

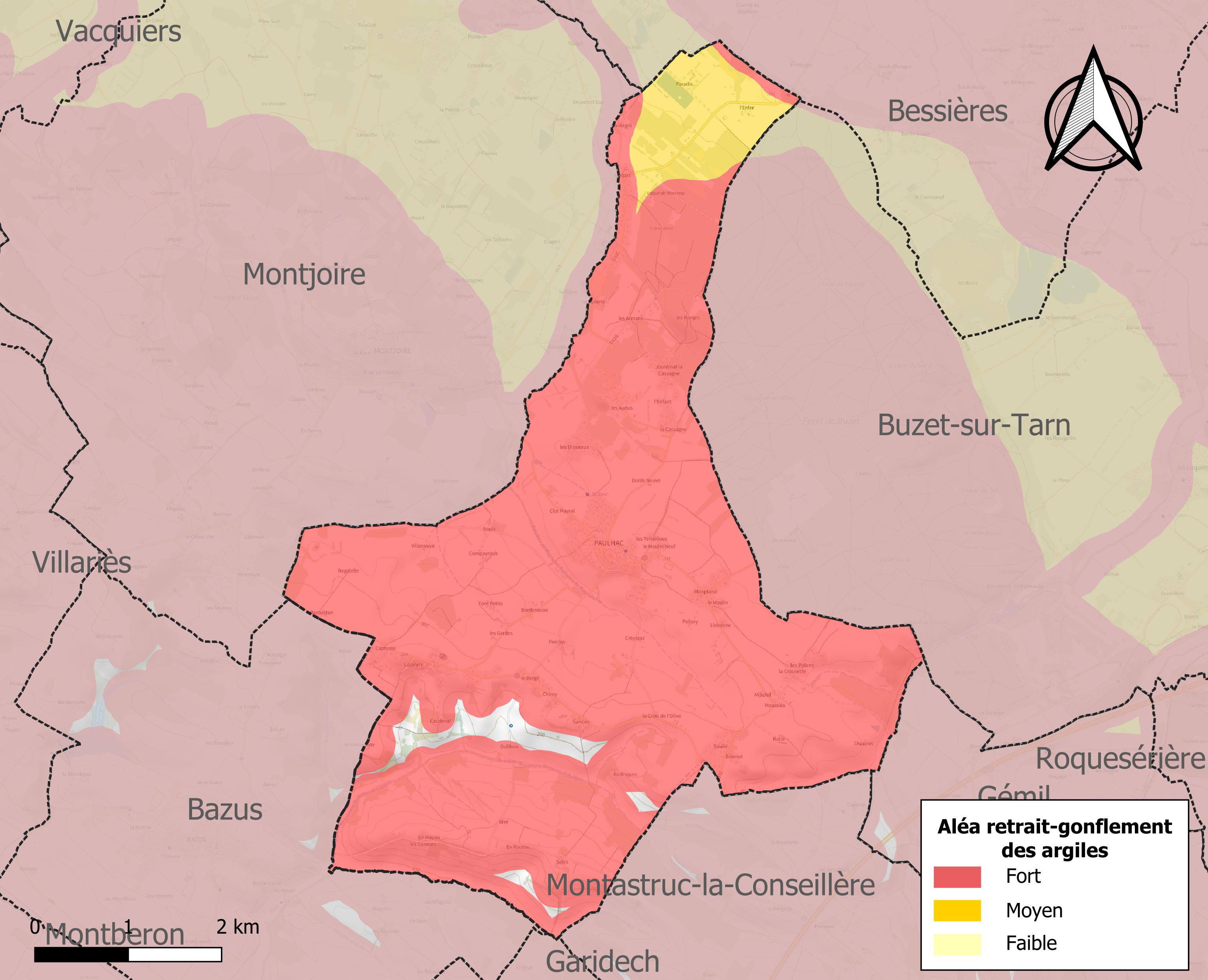
Carte des zones d'aléa retrait-gonflement des sols argileux de Paulhac.

Le retrait-gonflement des sols argileux est susceptible d'engendrer des dommages importants aux bâtiments en cas d’alternance de périodes de sécheresse et de pluie. 97,2 % de la superficie communale est en aléa moyen ou fort (88,8 % au niveau départemental et 48,5 % au niveau national). Sur les 453 bâtiments dénombrés sur la commune en 2019, 453 sont en aléa moyen ou fort, soit 100 %, à comparer aux 98 % au niveau départemental et 54 % au niveau national. Une cartographie de l'exposition du territoire national au retrait gonflement des sols argileux est disponible sur le site du BRGM,.
Par ailleurs, afin de mieux appréhender le risque d’affaissement de terrain, l'inventaire national des cavités souterraines permet de localiser celles situées sur la commune.
Concernant les mouvements de terrains, la commune a été reconnue en état de catastrophe naturelle au titre des dommages causés par la sécheresse en 1989, 1993, 1997, 2003, 2011, 2016 et 2017 et par des mouvements de terrain en 1999.

## Politique et administration

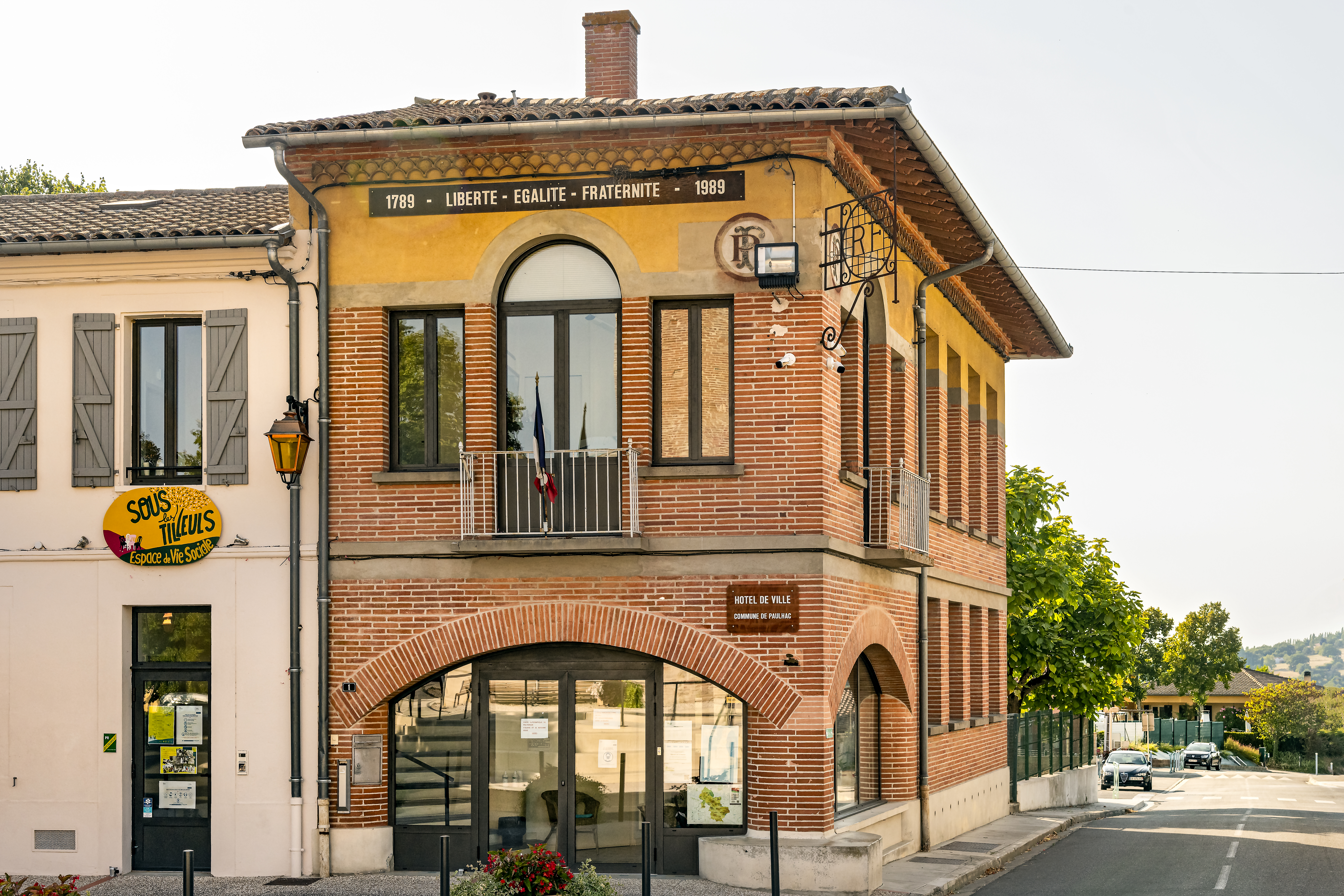
L'hôtel de ville.

### Administration municipale
Le nombre d'habitants au recensement de 2011 étant compris entre 500 et 1 499 habitants, le nombre de membres du conseil municipal pour l'élection de 2014 est de quinze,.

### Rattachements administratifs et électoraux
Commune faisant partie de la deuxième circonscription de la Haute-Garonne de la communauté de communes des Coteaux du Girou et du canton de Pechbonnieu (avant le redécoupage départemental de 2014, Paulhac faisait partie de l'ex-canton de Montastruc-la-Conseillère).

### Liste des maires
| Période                                  | Période                   | Identité              | Étiquette | Qualité |
| ---------------------------------------- | ------------------------- | --------------------- | --------- | --- |
| Les données manquantes sont à compléter. |                           |                       |           | |
| 1858                                     | 1883                      | Raymond Saint Amans   |           | Propriétaire |
| 1892                                     | 1896                      | Etienne Jourda        |           | Propriétaire |
| Les données manquantes sont à compléter. |                           |                       |           | |
| 1912                                     | 1920                      | Jules Saint Amans     |           | Propriétaire |
| 1920                                     | 1925                      | Emmanuel Vernhes      |           | Propriétaire |
| Les données manquantes sont à compléter. |                           |                       |           | |
| mars 1977                                | juin 1995                 | Gérard Lang           | PS        | Instituteur |
| juin 1995                                | juillet 1997              | Jean Cramaussel       | PS        | Retraité |
| juillet 1997                             | mai 2024                  | Didier Cujives        | PS        | Chef d'entreprise Adjoint au maire (1995 → 1997) Conseiller départemental de Pechbonnieu (2015 → 2024) Vice-président de la CC des Coteaux du Girou Démissionnaire |
| mai 2024                                 | En cours (au 18 mai 2024) | Nathalie Raoux-Rumeau |           | Chargée de mission énergie à la DREAL Occitanie |

## Population et société

### Démographie
L'évolution du nombre d'habitants est connue à travers les recensements de la population effectués dans la commune depuis 1793. Pour les communes de moins de 10 000 habitants, une enquête de recensement portant sur toute la population est réalisée tous les cinq ans, les populations de référence des années intermédiaires étant quant à elles estimées par interpolation ou extrapolation. Pour la commune, le premier recensement exhaustif entrant dans le cadre du nouveau dispositif a été réalisé en 2005.

En 2022, la commune comptait 1 250 habitants, en évolution de +1,71 % par rapport à 2016 (Haute-Garonne : +8,02 %, France hors Mayotte : +2,11 %).
| 1793 | 1800 | 1806 | 1821 | 1831 | 1836 | 1841 | 1846 | 1851 |
| ---- | ---- | ---- | ---- | ---- | ---- | ---- | ---- | ---- |
| 671  | 516  | 723  | 755  | 695  | 747  | 821  | 830  | 830  |

| 1856 | 1861 | 1866 | 1872 | 1876 | 1881 | 1886 | 1891 | 1896 |
| ---- | ---- | ---- | ---- | ---- | ---- | ---- | ---- | ---- |
| 767  | 732  | 695  | 678  | 649  | 655  | 608  | 611  | 541  |

| 1901 | 1906 | 1911 | 1921 | 1926 | 1931 | 1936 | 1946 | 1954 |
| ---- | ---- | ---- | ---- | ---- | ---- | ---- | ---- | ---- |
| 520  | 532  | 496  | 405  | 396  | 383  | 381  | 397  | 423  |

| 1962 | 1968 | 1975 | 1982 | 1990 | 1999 | 2005  | 2006  | 2010  |
| ---- | ---- | ---- | ---- | ---- | ---- | ----- | ----- | ----- |
| 382  | 416  | 458  | 577  | 684  | 916  | 1 015 | 1 068 | 1 128 |

| 2015  | 2020  | 2022  | - | - | - | - | - | - |
| ----- | ----- | ----- | - | - | - | - | - | - |
| 1 235 | 1 241 | 1 250 | - | - | - | - | - | - |

| selon la population municipale des années : | 1968 | 1975 | 1982 | 1990 | 1999 | 2006 | 2009 | 2013 |
| Rang de la commune dans le département      | 154  | 190  | 176  | 165  | 143  | 144  | 146  | 146  |
| Nombre de communes du département           | 592  | 582  | 586  | 588  | 588  | 588  | 589  | 589  |

### Enseignement
Paulhac fait partie de l'académie de Toulouse.
La commune possède un groupe scolaire (école maternelle et école élémentaire).

### Culture et festivité
La commune de Paulhac possède depuis longtemps un comité des fêtes (collectif associatif) qui a pour objectif d'organiser des événements festifs afin de rassembler les habitants. Ils organisent ainsi des animations, des repas et la traditionnelle "Fête de Paulhac" qui se déroule chaque année autour du week end du 15 août. Ce rassemblement est bien connu dans le village, mais également partout en France puisqu'on peut compter parmi les participants bon nombre de parisiens. Bibliothèque-ludothèque, théâtre, salle des fêtes,
Bibliothèque-ludothèque, théâtre,

### Activités sportives
Pétanque, chasse, randonnée pédestre, tennis, city park,

### Écologie et recyclage
La collecte et le traitement des déchets des ménages et des déchets assimilés ainsi que la protection et la mise en valeur de l'environnement se font dans le cadre de la communauté de communes des coteaux du girou,.

## Économie

### Revenus
En 2018 (données Insee publiées en septembre 2021), la commune compte 444 ménages fiscaux, regroupant 1 274 personnes. La médiane du revenu disponible par unité de consommation est de 26 970 € (23 140 € dans le département).

### Emploi
|                | 2008  | 2013  | 2018  |
| -------------- | ----- | ----- | ----- |
| Commune        | 4,3 % | 6,8 % | 4,5 % |
| Département    | 7,7 % | 9,6 % | 9,3 % |
| France entière | 8,3 % | 10 %  | 10 %  |

En 2018, la population âgée de 15 à 64 ans s'élève à 800 personnes, parmi lesquelles on compte 82,8 % d'actifs (78,3 % ayant un emploi et 4,5 % de chômeurs) et 17,2 % d'inactifs,. Depuis 2008, le taux de chômage communal (au sens du recensement) des 15-64 ans est inférieur à celui de la France et du département.
La commune fait partie de la couronne de l'aire d'attraction de Toulouse, du fait qu'au moins 15 % des actifs travaillent dans le pôle,. Elle compte 95 emplois en 2018, contre 121 en 2013 et 115 en 2008. Le nombre d'actifs ayant un emploi résidant dans la commune est de 634, soit un indicateur de concentration d'emploi de 15 % et un taux d'activité parmi les 15 ans ou plus de 70,6 %.
Sur ces 634 actifs de 15 ans ou plus ayant un emploi, 69 travaillent dans la commune, soit 11 % des habitants. Pour se rendre au travail, 86,9 % des habitants utilisent un véhicule personnel ou de fonction à quatre roues, 5,5 % les transports en commun, 4,1 % s'y rendent en deux-roues, à vélo ou à pied et 3,5 % n'ont pas besoin de transport (travail au domicile).

### Activités hors agriculture

#### Secteurs d'activités
74 établissements sont implantés à Paulhac au 31 décembre 2019. Le tableau ci-dessous en détaille le nombre par secteur d'activité et compare les ratios avec ceux du département,.
| Secteur d'activité                                                                                        | Commune | Commune | Département |
| Secteur d'activité                                                                                        | Nombre  | %       | %           |
| --- | ------- | ------- | ----------- |
| Ensemble                                                                                                  | 74      | 100 %   | (100 %)     |
| Industrie manufacturière, industries extractives et autres                                                | 5       | 6,8 %   | (5,7 %)     |
| Construction                                                                                              | 17      | 23 %    | (12 %)      |
| Commerce de gros et de détail, transports, hébergement et restauration                                    | 13      | 17,6 %  | (25,9 %)    |
| Information et communication                                                                              | 3       | 4,1 %   | (4,1 %)     |
| Activités financières et d'assurance                                                                      | 1       | 1,4 %   | (3,8 %)     |
| Activités immobilières                                                                                    | 2       | 2,7 %   | (4,2 %)     |
| Activités spécialisées, scientifiques et techniques et activités de services administratifs et de soutien | 14      | 18,9 %  | (19,8 %)    |
| Administration publique, enseignement, santé humaine et action sociale                                    | 6       | 8,1 %   | (16,6 %)    |
| Autres activités de services                                                                              | 13      | 17,6 %  | (7,9 %)     |

Le secteur de la construction est prépondérant sur la commune puisqu'il représente 23 % du nombre total d'établissements de la commune (17 sur les 74 entreprises implantées à Paulhac), contre 12 % au niveau départemental.

#### Entreprises et commerces
Les quatre entreprises ayant leur siège social sur le territoire communal qui génèrent le plus de chiffre d'affaires en 2020 sont :
- Les Sances, culture de céréales (à l'exception du riz), de légumineuses et de graines oléagineuses (218 k€)
- Lassal, travaux d'étanchéification (102 k€)
- Mercury, vente à distance sur catalogue spécialisé (23 k€)
- Clin D'oeil, activités photographiques (12 k€)

L'agriculture basée sur la culture de céréales (maïs, blé…) a encore une place importante mais tend à diminuer en faveur de zones résidentielles liées à la proximité de l'agglomération toulousaine puisque Paulhac se trouve dans son aire urbaine.

### Agriculture
La commune est dans le Lauragais, une petite région agricole occupant le nord-est du département de la Haute-Garonne, dont les coteaux portent des grandes cultures en sec avec une dominante blé dur et tournesol. En 2020, l'orientation technico-économique de l'agriculture  sur la commune est la culture de céréales et/ou d'oléoprotéagineuses.
|               | 1988 | 2000  | 2010  | 2020 |
| ------------- | ---- | ----- | ----- | ---- |
| Exploitations | 33   | 24    | 27    | 21   |
| SAU (ha)      | 968  | 1 001 | 1 067 | 853  |

Le nombre d'exploitations agricoles en activité et ayant leur siège dans la commune est passé de 33 lors du recensement agricole de 1988  à 24 en 2000 puis à 27 en 2010 et enfin à 21 en 2020, soit une baisse de 36 % en 32 ans. Le même mouvement est observé à l'échelle du département qui a perdu pendant cette période 57 % de ses exploitations,. La surface agricole utilisée sur la commune a également diminué, passant de 968 ha en 1988 à 853 ha en 2020. Parallèlement la surface agricole utilisée moyenne par exploitation a augmenté, passant de 29 à 41 ha.

## Culture locale et patrimoine

### Lieux et monuments
- Monument aux Morts de 1914-1918
- Église Notre-Dame de Paulhac à clocher mur.

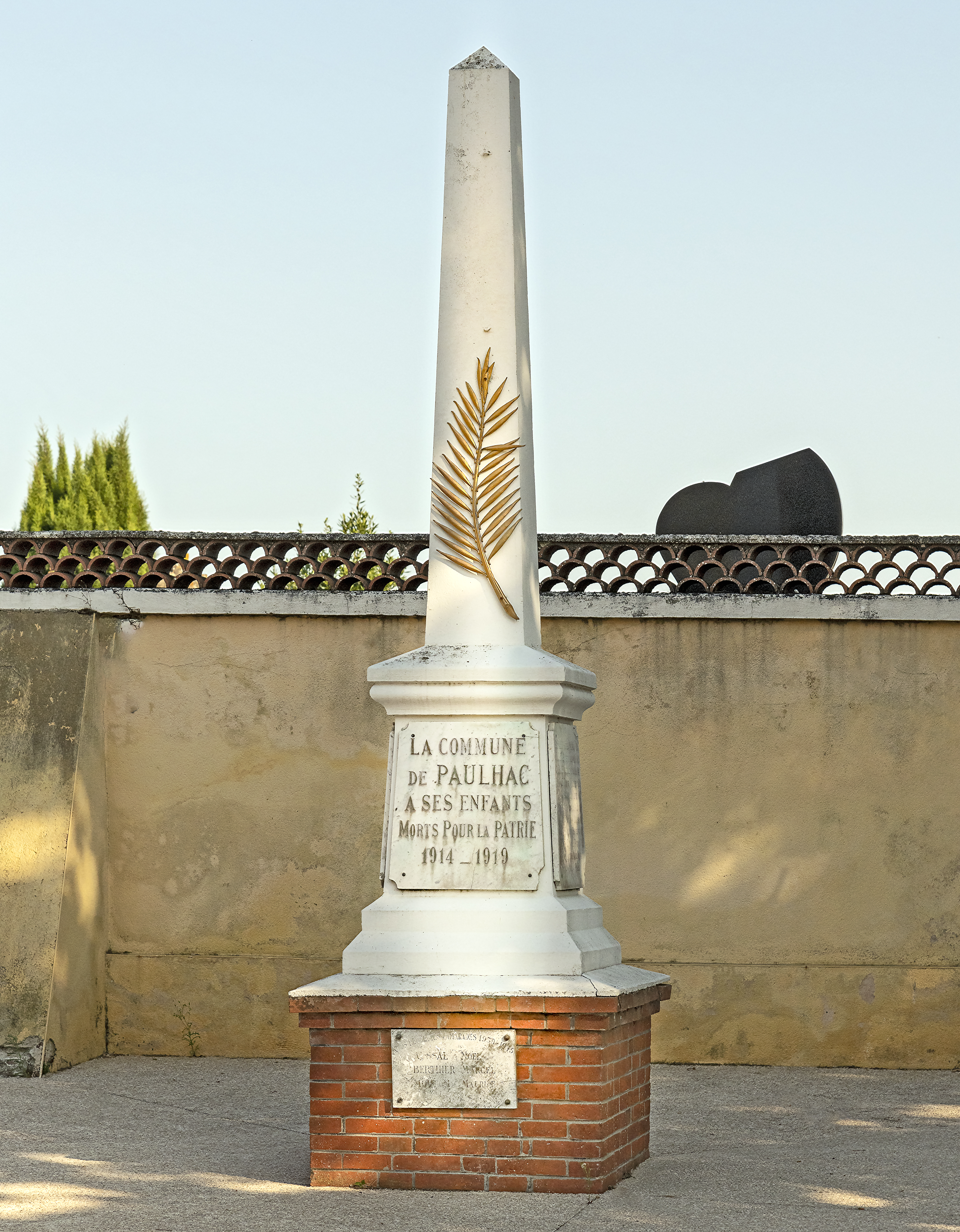
Monument aux Morts
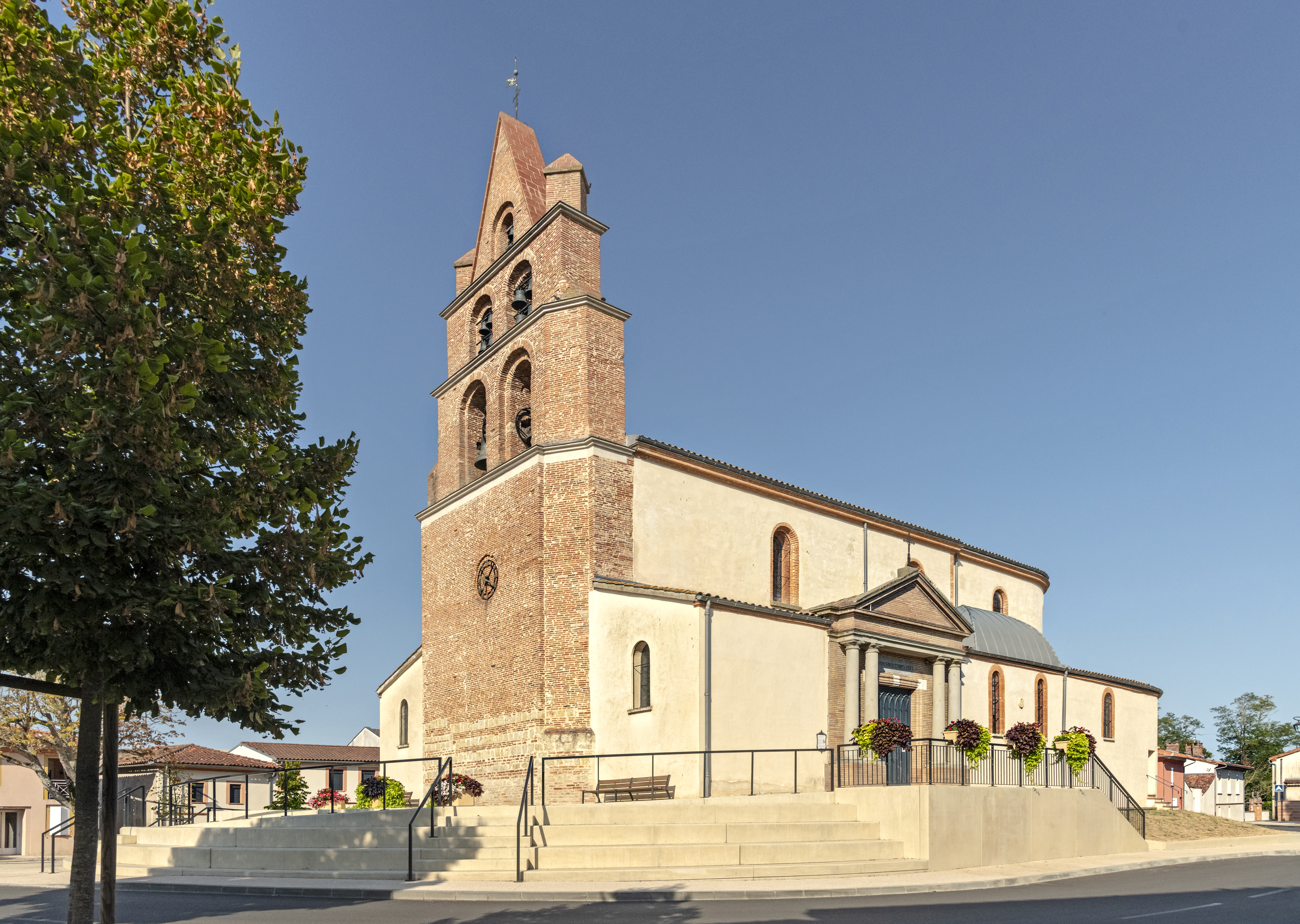
Eglise Notre-Dame
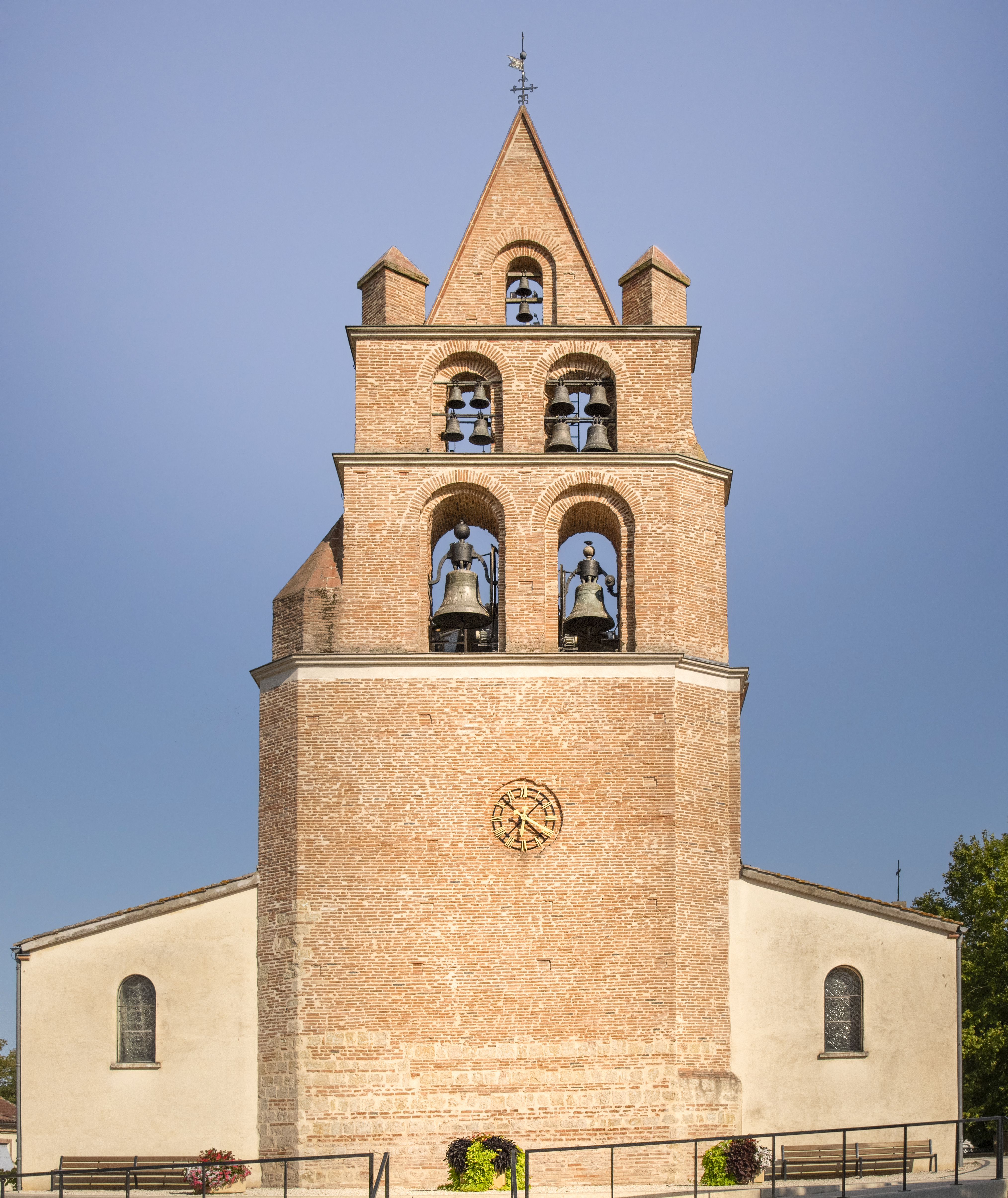
Le clocher-mur
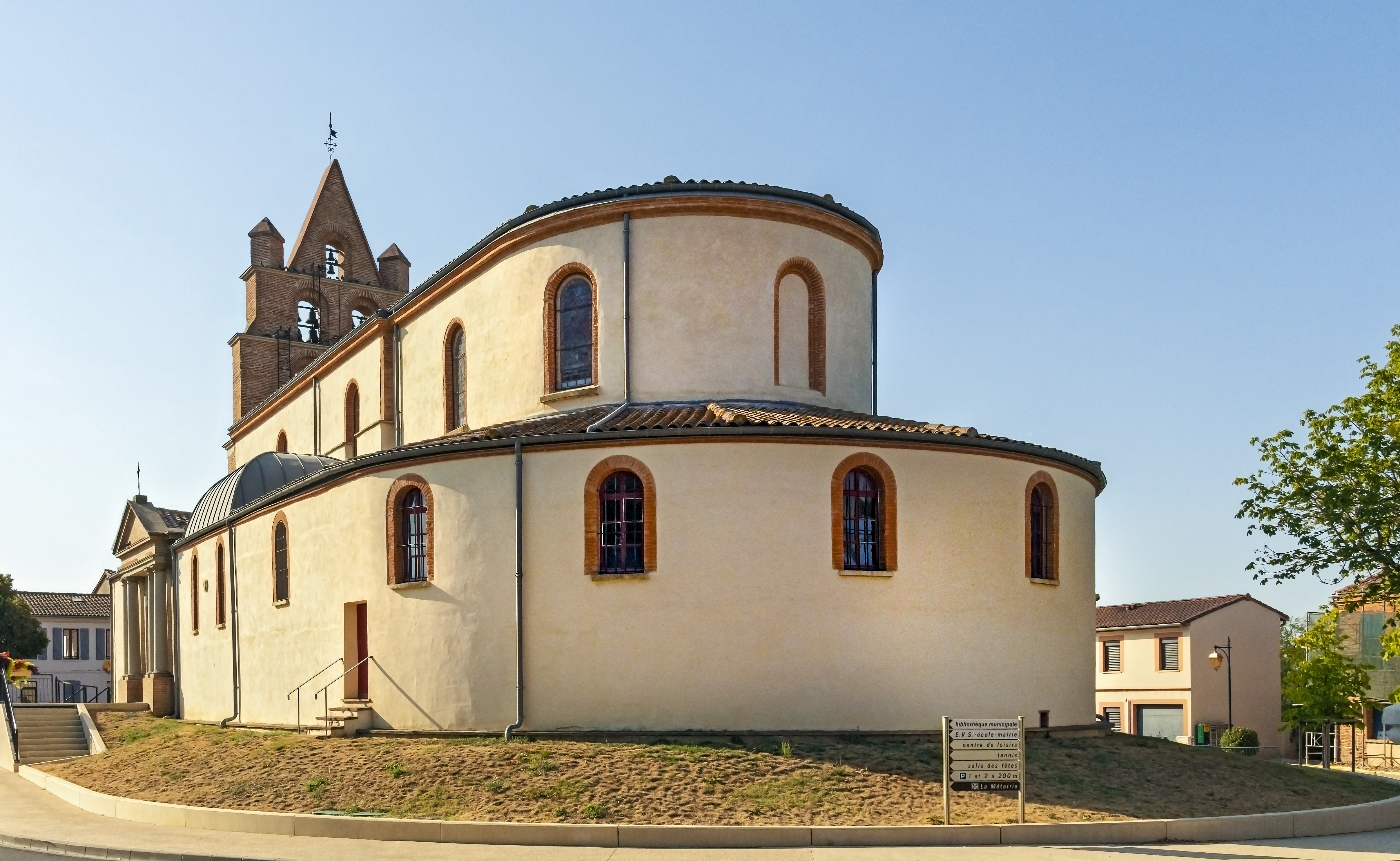
L'église Notre-Dame - l'abside

### Personnalités liées à la commune
- Jean Soulhié

## Pour approfondir